# 森原康平
森原 康平（もりはら こうへい、1991年12月26日 - ）は、広島県福山市出身のプロ野球選手（投手）。右投左打。横浜DeNAベイスターズ所属。

## 経歴

### プロ入り前
野球好きの祖父の影響で軟式野球を始める。本人は6歳だった1998年時点では、まだ野球に興味はなく、地元・広島に本拠地（広島市民球場）を置く広島東洋カープにも興味はなく、水泳と陸上を掛け持ちし始めていた時期だったと語っている。その後、カープのファンになり、また小学6年生のころに自身の最大の親友が野球を始めたことに影響され、自身も野球を始めた。小学生時代は中条少年野球クラブ、中学校への在籍中は軟式のクラブチーム「神辺レッズ」で捕手としてプレー。中学2年時に「神辺レッズ」の監督だった三原新二郎の勧めで投手に転向した。
三原が山陽高校の監督へ就任したことに伴い、中学校からの卒業後に同校へ進学。3年夏の選手権広島大会で準決勝にまで進んだものの、春夏共に阪神甲子園球場での全国大会へ出場できなかった。硬式野球部での2学年後輩に中川皓太がいる。
近畿大学工学部への進学後は、4年春秋に広島六大学野球リーグで優勝し、大学選手権では初戦で小林慶祐（東京情報大）と投げ合って勝利、2回戦は山崎康晃（亜大3年）との投手戦で6回2/3を1失点に抑えるも敗れた。秋の明治神宮大会では準々決勝進出を経験した。3年秋から3季連続で最優秀防御率、ベストナインを受賞。卒業後に新日鐵住金広畑へ入社すると急成長を遂げた2年目から2年連続で日本選手権に出場。第87回都市対抗野球大会では、近畿地区の最終予選における投球で、NPBの複数球団から注目されるようになった。チームはこの試合に敗れたものの、森原は日本新薬の補強選手として本大会に出場。本大会では、1試合（1イニング）のみの登板ながら、ストレートで151km/h（当時の自己最速）を記録した。
2016年のNPBドラフト会議で、東北楽天ゴールデンイーグルスから5巡目指名を受け、契約金4000万円、年俸1000万円（金額は推定）という条件で入団。背番号は52。

### 楽天時代

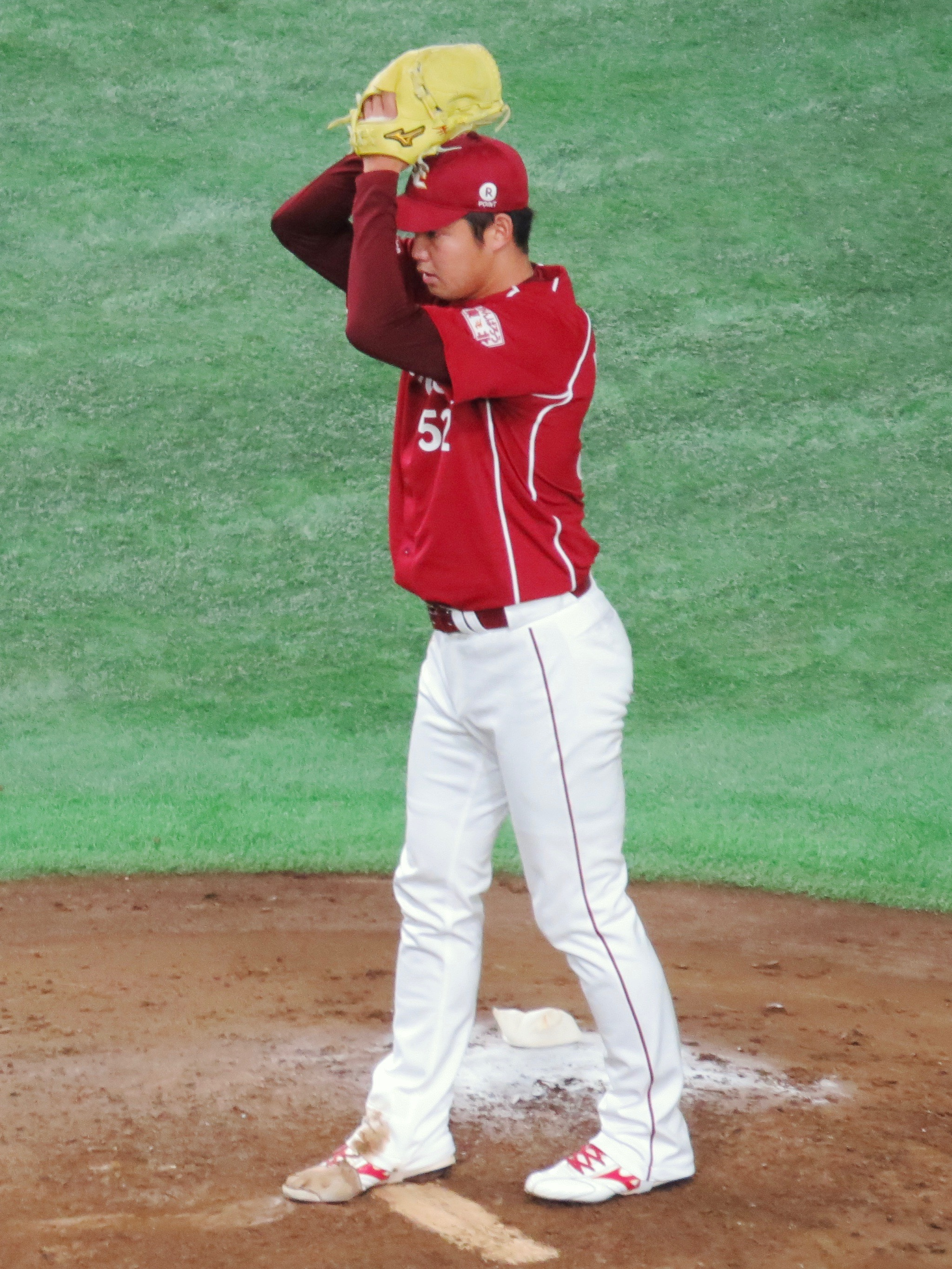
2017年9月7日 東京ドーム

2017年は同期入団の高梨雄平・菅原秀と共に開幕一軍入りを果たし、3月31日のオリックス・バファローズ戦、同点の7回裏無死からプロ初登板となり、1イニングを無失点に抑えてプロ初ホールドを挙げた。その後は4月19日の埼玉西武ライオンズ戦でプロ初黒星を喫するまでの間、デビューから10試合連続無失点を記録し、同30日の北海道日本ハムファイターズ戦ではプロ初勝利を挙げた。新人ながら勝ちパターンを任されていたが、5月26日の西武戦で5失点を喫すると6月7日の横浜DeNAベイスターズ戦、同9日の広島東洋カープ戦では2試合連続2失点と調子を落とし、翌10日に初の登録抹消となった。8月1日に一軍へ再昇格したものの、ホールドが付かない場面での起用が続き、9月14日に再び登録を抹消され、そのまま二軍でシーズンを終えた。ルーキーイヤーは一軍で42試合に登板し、2勝4敗13ホールド・防御率4.81を記録。オフに600万円増となる推定年俸1600万円で契約を更改し、12月26日には新日鐵住金広畑時代から交際していた女性と結婚。
2018年3月5日に右肘後方鏡視下のクリーニング手術を受け、実戦復帰まで4か月を要する見込みであることが同7日に球団から発表された。リハビリを経て、8月12日に一軍へ復帰し、9月19日のオリックス戦ではシーズン初勝利を挙げた。シーズン中盤までクローザーを務めていた松井裕樹が先発に回り、代役でクローザーを務めていたフランク・ハーマンが故障したことから、同月下旬にはクローザーに抜擢されたが、2試合連続で黒星を喫した。ただ、復帰後の一軍登板17試合のうち16試合でストレートが150km/h台を計測し、フォークの精度も上がり、奪三振率に改善が見られた。この年は17試合の登板で1勝2敗1ホールド・防御率5.82を記録し、オフに100万円減となる推定年俸1500万円で契約を更改した。
2019年は3月上旬に京セラドームで開催されたメキシコ代表との強化試合で、プロ入り後初めて野球日本代表のトップチームへの選出および試合出場を果たした。レギュラーシーズンの開幕を一軍で迎えると当初はホールドの付かない場面での登板が中心となっていたが、勝ちパターンを務めていたフランク・ハーマン、宋家豪が調子を落とすと5月下旬からはセットアッパーとして起用された。6月は19試合で自責点0、28者連続アウトを記録すると6月以降の43試合で防御率1.26と完璧に近い投球を続け、この年は64試合の登板で4勝2敗29ホールド・防御率1.97という好成績を収め、チームの2年ぶりCS進出に大きく貢献した。オフに開催された第2回WSBCプレミア12の日本代表にも選ばれていたが、右肘の違和感で大会前に出場を辞退した。11月27日に背番号が13へ変更となることが球団から発表され、12月6日には3000万円増となる推定年俸4500万円で契約を更改した。
2020年は長年チームのクローザーを務めてきた松井裕樹が先発に再転向したことを受け、クローザーへ転向。新型コロナウイルスの影響で120試合制の短縮シーズンとなり、開幕も6月に延期されたが、開幕を一軍で迎え、6月24日の日本ハム戦でプロ初セーブを挙げた。開幕から9試合連続無失点を記録していたが、シーズン10試合目の登板となった7月22日のオリックス戦で6失点を喫するとこの試合を含めて4登板で12失点と大きく調子を落とし、同29日に登録抹消。8月15日に一軍再登録となったものの、同27日の試合前練習で右太腿の裏を痛め、再び登録を抹消され、その後は一軍へ昇格することができずにシーズンを終えた。この年は17試合の登板で1勝2敗2ホールド4セーブ・防御率7.56という成績にとどまり、オフに1000万円減となる推定年俸3500万円で契約を更改した。
2021年は春季キャンプを一軍でスタートするも2月下旬に二軍降格となり、そのまま開幕を二軍で迎えた。4月18日に一軍へ昇格したが、ホールドの付かない場面での起用が続いた。6月29日の日本ハム戦でシーズン初ホールドを挙げたが、翌30日の同カードでは2失点を喫し、7月5日に登録抹消。8月26日に一軍へ再昇格して以降はシーズン終了まで一軍に帯同し、この年は34試合の登板で0勝0敗3ホールド・防御率2.78を記録。オフに現状維持の推定年俸3500万円で契約を更改した。
2022年1月7日に右肘のクリーニング手術を受けたことが、1月10日に球団から発表された。リハビリを経て7月3日のロッテ戦で復帰、3試合の登板で1ホールドの成績を残していた。

### DeNA時代
2022年7月28日に伊藤裕季也との交換トレードにより、横浜DeNAベイスターズに移籍した。背番号は68に決定。しかし一軍合流に向けて二軍での調整を続けていた8月21日、発熱の症状があり新型コロナウイルスの陽性判定を受ける。療養を経て、9月18日に一軍に合流。9月19日の読売ジャイアンツ戦で8回から登板し、移籍後初登板を三者凡退に抑えた。移籍後は6試合に登板し、この年は楽天時代と合わせ9試合の登板に終わった。
2023年は、開幕から中継ぎの一角を担い、5月4日の広島東洋カープ戦で同点の9回表に登板すると、その裏にチームがサヨナラ勝ちし、移籍後初勝利を収める。自身にとっても2020年以来3年ぶりの白星となった。古巣楽天との試合のため楽天モバイルパークを訪れていた5月31日、試合前にチーム全体でストレッチをしていた際に撤去作業中のネットが倒れてきて背中に打撲を負う。ベンチ入りせず様子を見ていたが回復が長引いたため6月5日に登録抹消された。6月15日に再び一軍に合流すると、6月19日の日本ハム戦では、5回無死満塁のピンチから登板し無失点に抑えるなど、その後も安定した投球を見せる。7月16日にはクローザーの山﨑康晃の救援失敗が続いたため、新たにクローザーを任され、7月27日の中日ドラゴンズ戦で移籍後初セーブを挙げた。その後もクローザーを務めていたが、9月25日に足の張りを訴え一度登録抹消され、クライマックスシリーズ直前の10月14日に再び一軍に合流した。最終的に46試合に登板し、2勝1敗17セーブ10ホールド、防御率2.32とキャリアハイのセーブ数を記録し、オフには2200万円増の推定年俸5700万円で契約を更改した。12月2日には背番号を45に変更することが球団から発表された。
2024年のオープン戦では不安定な投球が続き、4試合で防御率15.00という成績で開幕を迎えた。開幕当初は、状態や対戦相手との相性を加味して、山﨑との併用でクローザーとして起用される予定で、開幕戦は森原がクローザーを務めた。セットアッパーでの併用もあった中、雨の中で行われた4月24日の対阪神タイガース戦（横浜スタジアム）で、森原は8回の1イニングを三者凡退で締める投球を見せた一方、最終回を任された山﨑が一死もとれずに逆転を許して敗戦してからは、森原がクローザーに固定されるようになる。5月18日の中日戦で、2年連続の2桁セーブに到達した。7月8日には監督選抜でオールスターゲームに初選出された。8月の月間防御率が9試合の登板で5.87と調子を落としていたが、9月は11試合の登板で月間防御率0.64と復調し、チームのリリーフ陣では唯一シーズン当初から一度も抹消されずに完走、リーグ3位の29セーブを挙げた。肩のコンディション不良でクライマックスシリーズ中の10月16日に一度ベンチ外になるも、万全ではないながら翌日には復帰し、日本シリーズ進出を決めた最終戦でも1点リードの最終回を抑える投球を見せた。日本シリーズでも登板し、第6戦では9点差から9回表に登板し、最後の打者柳田悠岐を空振り三振で胴上げ投手となった。契約更改では4300万円増の大台である1億円の推定年俸となった。

## 選手としての特徴・人物
スリークォーターから最速154km/hのストレートとフォーク、横に変化するスライダーを投げる。球速表示より速く感じる空振りの取れるストレートを軸に変化球を活かした投球を見せる。ストレートとフォークの高低差で打者を打ち取るタイプだったが、2024年途中よりスライダーも勝負球の一つとして要所で使うようになっている。また、2024年はコントロール、奪三振にこだわった投球を行う。
小学5年生から浜崎あゆみの熱烈なファンである。

## 詳細情報

### 年度別投手成績
| 年 度     | 球 団     | 登 板 | 先 発 | 完 投 | 完 封 | 無 四 球 | 勝 利 | 敗 戦 | セ 丨 ブ | ホ 丨 ル ド | 勝 率 | 打 者 | 投 球 回 | 被 安 打 | 被 本 塁 打 | 与 四 球 | 敬 遠 | 与 死 球 | 奪 三 振 | 暴 投 | ボ 丨 ク | 失 点 | 自 責 点 | 防 御 率 | W H I P |
| --------- | --------- | ----- | ----- | ----- | ----- | -------- | ----- | ----- | -------- | ----------- | ----- | ----- | -------- | -------- | ----------- | -------- | ----- | -------- | -------- | ----- | -------- | ----- | -------- | -------- | ------- |
| 2017      | 楽天      | 42    | 0     | 0     | 0     | 0        | 2     | 4     | 0        | 13          | .333  | 171   | 39.1     | 42       | 3           | 13       | 0     | 0        | 21       | 0     | 0        | 22    | 21       | 4.81     | 1.40    |
| 2018      | 楽天      | 17    | 0     | 0     | 0     | 0        | 1     | 2     | 0        | 1           | .333  | 73    | 17.0     | 18       | 1           | 3        | 1     | 0        | 19       | 1     | 0        | 11    | 11       | 5.82     | 1.24    |
| 2019      | 楽天      | 64    | 0     | 0     | 0     | 0        | 4     | 2     | 0        | 29          | .667  | 255   | 64.0     | 47       | 3           | 18       | 1     | 1        | 65       | 0     | 0        | 15    | 14       | 1.97     | 1.02    |
| 2020      | 楽天      | 17    | 0     | 0     | 0     | 0        | 1     | 2     | 4        | 2           | .333  | 81    | 16.2     | 23       | 4           | 7        | 2     | 1        | 14       | 1     | 0        | 14    | 14       | 7.56     | 1.80    |
| 2021      | 楽天      | 34    | 0     | 0     | 0     | 0        | 0     | 0     | 0        | 3           | ----  | 132   | 32.1     | 29       | 3           | 8        | 2     | 0        | 30       | 0     | 1        | 10    | 10       | 2.78     | 1.14    |
| 2022      | 楽天      | 3     | 0     | 0     | 0     | 0        | 0     | 0     | 0        | 1           | ----  | 11    | 2.1      | 3        | 0           | 1        | 0     | 0        | 3        | 0     | 0        | 0     | 0        | 0.00     | 1.71    |
| 2022      | DeNA      | 6     | 0     | 0     | 0     | 0        | 0     | 0     | 0        | 0           | ----  | 24    | 6.0      | 6        | 2           | 0        | 0     | 0        | 8        | 0     | 0        | 4     | 4        | 6.00     | 1.00    |
| '22計     | DeNA      | 9     | 0     | 0     | 0     | 0        | 0     | 0     | 0        | 1           | ----  | 35    | 8.1      | 9        | 2           | 1        | 0     | 0        | 11       | 0     | 0        | 4     | 4        | 4.32     | 1.20    |
| 2023      | DeNA      | 46    | 0     | 0     | 0     | 0        | 2     | 1     | 17       | 10          | .667  | 171   | 42.2     | 34       | 2           | 11       | 0     | 2        | 34       | 0     | 0        | 12    | 11       | 2.32     | 1.05    |
| 2024      | DeNA      | 58    | 0     | 0     | 0     | 0        | 2     | 6     | 29       | 11          | .250  | 247   | 59.2     | 54       | 3           | 12       | 4     | 1        | 59       | 0     | 0        | 18    | 16       | 2.41     | 1.11    |
| 通算：8年 | 通算：8年 | 287   | 0     | 0     | 0     | 0        | 12    | 17    | 50       | 70          | .414  | 1165  | 280.0    | 256      | 21          | 73       | 10    | 5        | 253      | 2     | 1        | 106   | 101      | 3.25     | 1.18    |

- 2024年度シーズン終了時

### 年度別守備成績
| 年 度 | 球 団 | 投手  | 投手  | 投手  | 投手  | 投手  | 投手     |
| 年 度 | 球 団 | 試 合 | 刺 殺 | 補 殺 | 失 策 | 併 殺 | 守 備 率 |
| ----- | ----- | ----- | ----- | ----- | ----- | ----- | -------- |
| 2017  | 楽天  | 42    | 2     | 6     | 0     | 0     | 1.000    |
| 2018  | 楽天  | 17    | 0     | 4     | 0     | 0     | 1.000    |
| 2019  | 楽天  | 64    | 4     | 10    | 1     | 0     | .933     |
| 2020  | 楽天  | 17    | 1     | 3     | 0     | 0     | 1.000    |
| 2021  | 楽天  | 34    | 2     | 6     | 0     | 0     | 1.000    |
| 2022  | 楽天  | 3     | 0     | 1     | 0     | 0     | 1.000    |
| 2022  | DeNA  | 6     | 0     | 0     | 0     | 0     | ----     |
| '22計 | DeNA  | 9     | 0     | 1     | 0     | 0     | 1.000    |
| 2023  | DeNA  | 46    | 5     | 2     | 0     | 0     | 1.000    |
| 2024  | DeNA  | 58    | 5     | 13    | 0     | 0     | 1.000    |
| 通算  | 通算  | 287   | 19    | 45    | 1     | 0     | .985     |

- 2024年度シーズン終了時

### 記録
初記録
- 初登板・初ホールド：2017年3月31日、対オリックス・バファローズ1回戦（京セラドーム大阪）、7回裏に3番手で救援登板、1回無失点
- 初奪三振：同上、7回裏に川端崇義から空振り三振
- 初勝利：2017年4月30日、対北海道日本ハムファイターズ5回戦（札幌ドーム）、8回裏に2番手で救援登板、1回無失点
- 初セーブ：2020年6月24日、対北海道日本ハムファイターズ2回戦（楽天生命パーク宮城）、9回表に3番手で救援登板・完了、1回無失点

その他の記録
- オールスターゲーム出場：1回（2024年）

### 背番号
- 52（2017年 - 2019年）
- 13（2020年 - 2022年7月28日）
- 68（2022年7月29日 - 2023年）
- 45（2024年 - ）

### 登場曲
- 「celebrate」Pitbull（2018年）
- 「Bailar」Deorro／Pitbull／Elvis Crespo（2019年 - ）

## 著書
- カンゼン 編『地道が近道　緩やかに成長し続ける成功思考』カンゼン、2025年3月17日。ISBN 9784862557537。